# Copăceni (Copăceni)
Copăceni es un pueblo que se encuentra ubicado en la comuna homónima, en el condado de Ilfov, Rumania. En 2021, la población del asentamiento era de 3,129 habitantes. El asentamiento se encuentra a una altitud de 59 metros sobre el nivel del mar.